# Sébaco
Sébaco is een gemeente in het Nicaraguaanse departement Matagalpa. De gemeente (municipio) telde 36.200 inwoners in 2015, waarvan ongeveer zeventig procent in urbaan gebied (área de residencia urbano) woont.

## Toponymie
De naam komt van de woorden Cihuatl Coatl, die in het Nahuatl 'slangenvrouw' betekenen (Cihuatl: vrouw en Coatl: slang). Zij was de godin van de vruchtbaarheid en landbouw. De Spanjaarden konden die naam niet uitspreken en noemden de plaats Ciguaco, deze naam veranderde in de loop van de tijd in 'Sébaco'.

## Geografie
Sébaco is de grootste plaats in de gelijknamige vallei, die bekendstaat om zijn vruchtbare grond. Door Sébaco stroomt de Río Grande de Matagalpa en de NIC 3 en de Panamericana komen er samen.
De hoofdplaats bevindt zich 110 kilometer ten noordoosten van de hoofdstad Managua. De gemeente Sébaco omvat 290 km² en met 35.300 inwoners in 2012 heeft het een bevolkingsdichtheid van 122 inwoners per vierkante kilometer.

### Bestuurlijke indeling
| | |
| Het stedelijk gebied is opgedeeld in 9 buurten, namelijk: - Barrio Nuevo - La Hielera - Linda Vista - San Antonio - San Gerónimo - San José Norte - Santiago - Sebaco Viejo - Wilmer | Het platteland bestaat uit 28 gemeenschappen, die verdeeld zijn onder de volgende 6 gebieden: - Chagüitillo - El Quebracha - Las Pozas - Río Nuevo - Río Viejo - Sabana Verde |

### Aangrenzende gemeenten
| Aangrenzende gemeenten | Aangrenzende gemeenten | Aangrenzende gemeenten | Aangrenzende gemeenten | Aangrenzende gemeenten |
| ---------------------- | ---------------------- | ---------------------- | ---------------------- | ---------------------- |
| La Trinidad (E)        |                        |                        |                        | Jinotega (J)           |
|                        |                        |                        |                        |                        |
| San Isidro             | Matagalpa              |                        |                        |                        |
|                        |                        |                        |                        |                        |
|                        |                        | Ciudad Dario           |                        | Terrabona              |

### Klimaat
Sébaco heeft over het algemeen een tropisch savanneklimaat.

## Economie
De bevolking werkt voor het grootste deel in de landbouw en in de handel. Veel verbouwde gewassen zijn rijst, maïs, sorgo en groenten.

## Stedenband
Sébaco heeft een stedenband met:
- Vaulx-en-Velin (Frankrijk), sinds 1987[6]